# Lidewij Edelkoort

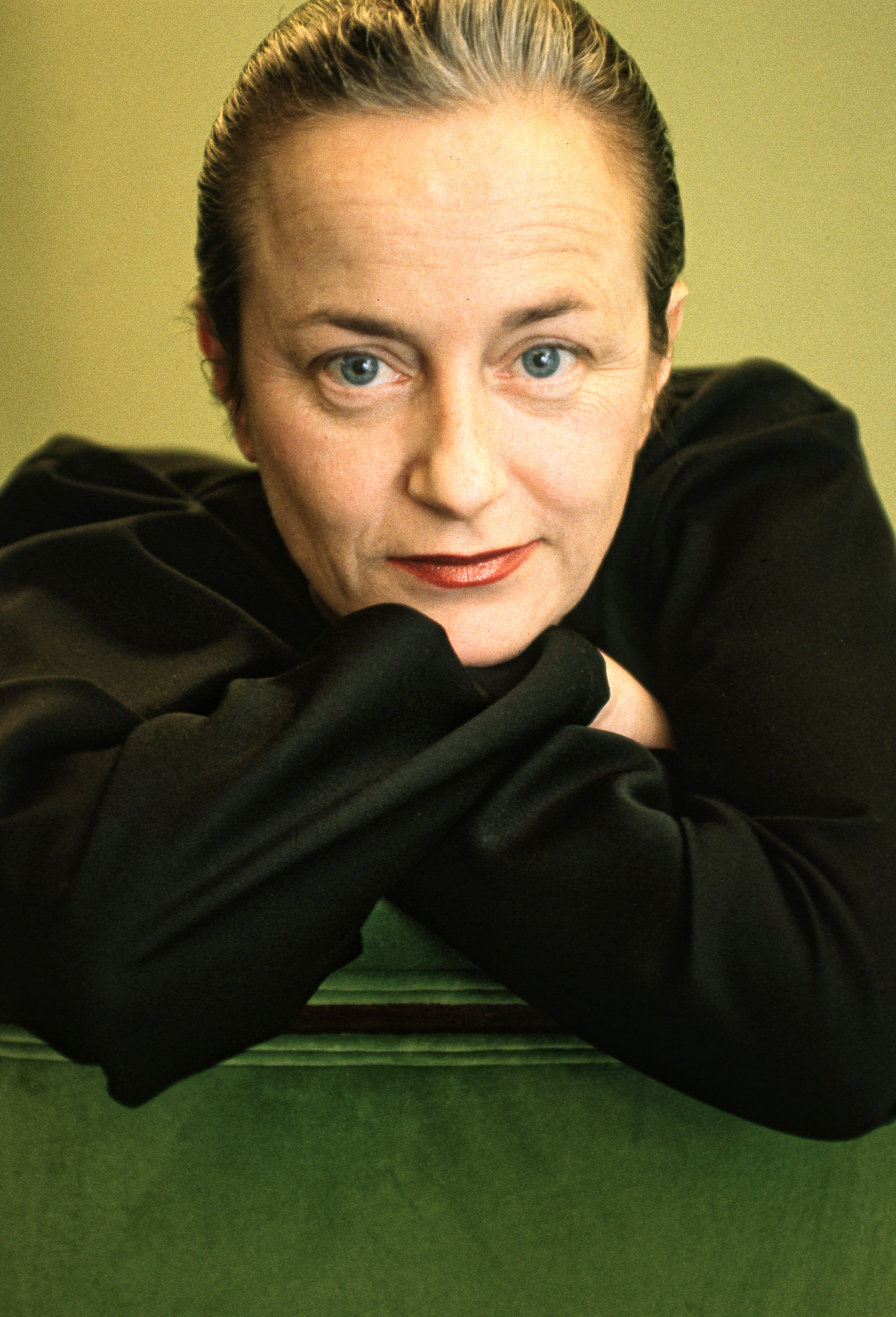
Lidewij Edelkoort, Paris 1996

Lidewij Edelkoort (* 1950 in Wageningen) ist eine niederländische Trendforscherin.

## Leben
Edelkoort begann ihre Karriere in dem Amsterdamer Kaufhaus De Bijenkorf als Mode-Koordinatorin. Nachdem sie ihren Abschluss am ArtEZ Conservatorium erworben hatte, zog sie nach Paris, wo sie 1975 als unabhängige Trendberaterin arbeitete. Kurz darauf gründete sie die Beratungsfirma Trend Union, mit dem Hauptsitz in Paris. Trend Union gibt zweimal jährlich ein Buch mit Trendprognosen an, die sich hauptsächlich an die Mode- und Designszene richtet. Danach gründete sie noch die Firma Studio Edelkoort, ein Beratungsbüro mit zwei Niederlassungen, einer New York City (Edelkoort Inc.) und einer in Tokio (Edelkoort East).
Sie war hauptsächlich daran beteiligt, Produkte für internationale Marken zu gestalten, ihnen eine Produktidentität zu geben und Marketingstrategien auszuarbeiten. Zu ihren Kunden gehören unter anderem Coca-Cola, Nissan, Camper, Siemens und Douwe Egberts. In der Schönheitsindustrie hat Studio Edelkoort Produkte und -Strategien für Estée Lauder, Lancôme, L’Oréal, Shiseido, Dim und Gucci.
In ihrem 2015 veröffentlichten Manifest The Emancipation of Everything 2017 prognostiziert sie einen radikalen Umbau der Gesellschaft.
Edelkoort wurde vom niederländischen Hof als Ritter des Ordens von Oranien-Nassau ausgezeichnet.
Sie lebt in Paris.